# Eugène Vaniot
Eugène Vaniot (1846-1913) est un botaniste et religieux français.
Avec Mgr Hector Léveillé, il a décrit plus de deux mille espèces de plantes. Il a été membre de l'Académie de géographie botanique.

## Quelques publications
- Mollusques recueillis au sud d'Amiens, par le R.P.E. Vaniot... (1876-1877) - Amiens : impr. de Delattre-Lenoel , 1881 - Mémoires de la Société linnéenne du nord de la France", t. V, 1878-1883
- avec Mgr Hector Léveillé - Les Carex du Japon - Impr. de l'Institut de bibliographie de Paris, 1902
- avec Mgr Hector Léveillé - Énumération des plantes du Kouy-Tchéou, « plantae Bodinieranae » (suite), genre « polygonum » - Bulletin de l'Académie internationale de géographie botanique, t. XI, 1902
- avec Mgr Hector Léveillé - Carex de l'herbier de Shanghaï - Bulletin de l'Académie internationale de géographie botanique, janvier 1903, p. 12.
- Plantae Bodinierianae. Composées. Bulletin de l'Académie internationale de géographie botanique janvier 1903, p. 19-33; mars 1903, p. 116-126; avril-mai 1903, p. 241-246; V juill.

1903, p. 317/320; Oct.-l" novembre 1903, p. 489-503.) 
- avec Mgr Hector Léveillé - Carex de Corée.- Bulletin de l'Académie internationale de géographie botanique, décembre 1903, p. 599-600; janvier - février 1904, p. 15.)
- avec Mgr Hector Léveillé - Salices a R.P. Urb. Faurie in Japonia lectae.  Bulletin de l'Académie internationale de géographie botanique, 1904, p. 206-211
- Faurieanae & Cavalerienses Labiées. - Bulletin de l'Académie internationale de géographie botanique no 183, mai 1904, p. 165-192.)
- Scrophulariaceae -  Bulletin de l'Académie internationale de géographie botanique, février-1"- Mars 1905, p. 85-88
- Boraginacées nouvelles - Le Monde des Plantes, Le Mans, 1905, XLII).
- avec Mgr Hector Léveillé - Solanacées nouvelles - Le Monde des Plantes, Le Mans, 1908
- avec Mgr Hector Léveillé - Compositae Coreanae novae a R. P. Urb. Faurie lectae - Bulletin de l'Académie internationale de géographie botanique, août 1909, p. 139-145.)
- avec Mgr Hector Léveillé - 'Decades plantarum novarum. XXXIX. Fcddcs Repert. Spec. Nov. Regni Veg. 8, 1910, p. 401–402

## Plantes qui lui ont été dédiées
Un genre de la famille des scrophuliacées : Vaniotia H.Lév., lui a été dédié ainsi que les plantes suivantes :
- Aster vaniotii H.Lév. -(1912) - Astéracée de Chine (synonyme : Aster tricapitatus Vaniot)
- Embelia vaniotii H.Lév. (1914-15) - Myrsinacée de Chine (Guizhou)
- Eranthis vaniotiana H.Lév. (1902) - Renonculacée d'Asie
- Euonymus vaniotii H.Lév. (1914) - Célastracée de Chine (Guizhou)
- Gentiana cephalantha Franch. subsp. vaniotii (H.Lév.) Halda (1995) - Gentianacée de Chine (Yunnan) (Synonymes : Gentiana vaniotii H.Lév., Gentianodes vaniotii (H.Lév.) Á.Löve & D.Löve)
- Glochidion vaniotii H.Lév. (1914-15)) - Euphorbiacée de Chine (Guizhou)
- Gynura vaniotii H.Lév. (1914) - Astéracée de Chine (synonyme : Gynura pinnatifida Vaniot)
- Halenia vaniotii H.Lév. (1913) - Gentianacée de Chine (Guizhou)
- Impatiens vaniotiana H.Lév. (1916) - Balsaminacée de Chine (Yunnan)
- Ipomoea vaniotiana H.Lév. (1911) - Convolvulacée de Chine (Hong Kong)
- Lactuca vaniotii H.Lév. (1913) - Astéracée de Corée
- Loxocalyx vaniotiana H.Lév. (1911) - Lamiacée de Chine (Synonyme : Lamium coronatum Vaniot)
- Nepeta vaniotiana H.Lév. (1911) - Lamiacée de Chine (Guizhou)
- Omphalodes vaniotii H.Lév. (1913) - Boraginacée de Chine (Guizhou)
- Pedicularis vaniotiana Bonati (1904) - Scrophulariacée du Japon
- Persicaria vaniotiana H.Lév. (1913) - Polygonacée de Chine (Yunnan)
- Petasites vaniotii H.Lév. (1915) - Astéracée de Chine (Yunnan)
- Quercus vaniotii H.Lév. (1913) - Fagacée de Chine (Guizhou)
- Ranunculus vaniotii H.Lév. (1917) - Renonculacée de Chine (Yunnan) (Synonyme : Ranunculus mairei H.Lév.)
- Rhododendron vaniotii H.Lév. (1914) - Ericacée de Chine (Guizhou)
- Saussurea vaniotii H.Lév. (1910 ) - Astéracée de Corée
- Synotis vaniotii (H.Lév.) C.Jeffrey & Y.L.Chen (1984) - Astéracée de Chine (Yunnan) (synonyme : Senecio vaniotii H.Lév.)